# Actias luna
Actias luna är en fjärilsart som beskrevs av Carl von Linné 1758. Actias luna ingår i släktet månspinnare, och familjen påfågelspinnare. Inga underarter finns listade i Catalogue of Life.

## Bildgalleri

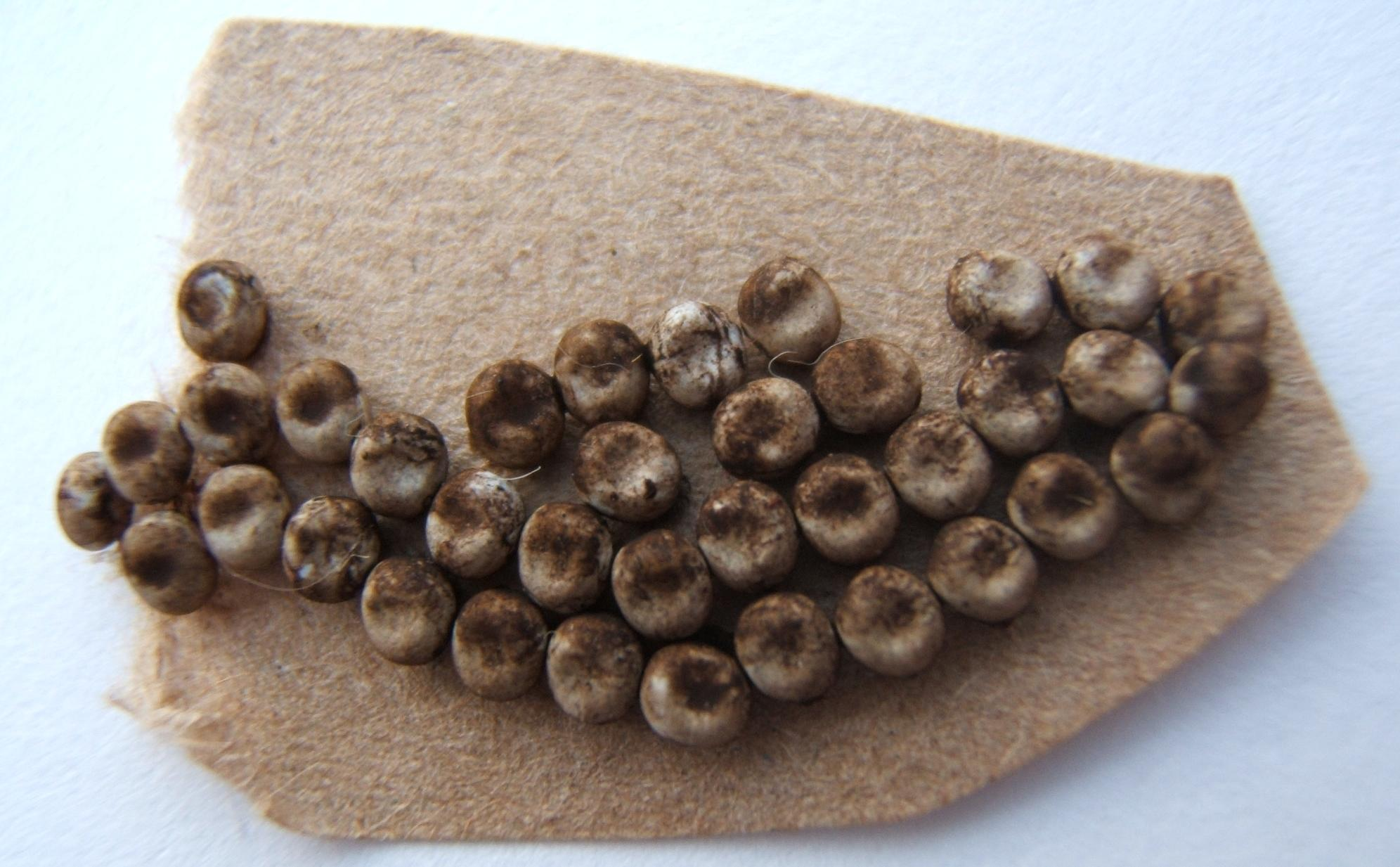
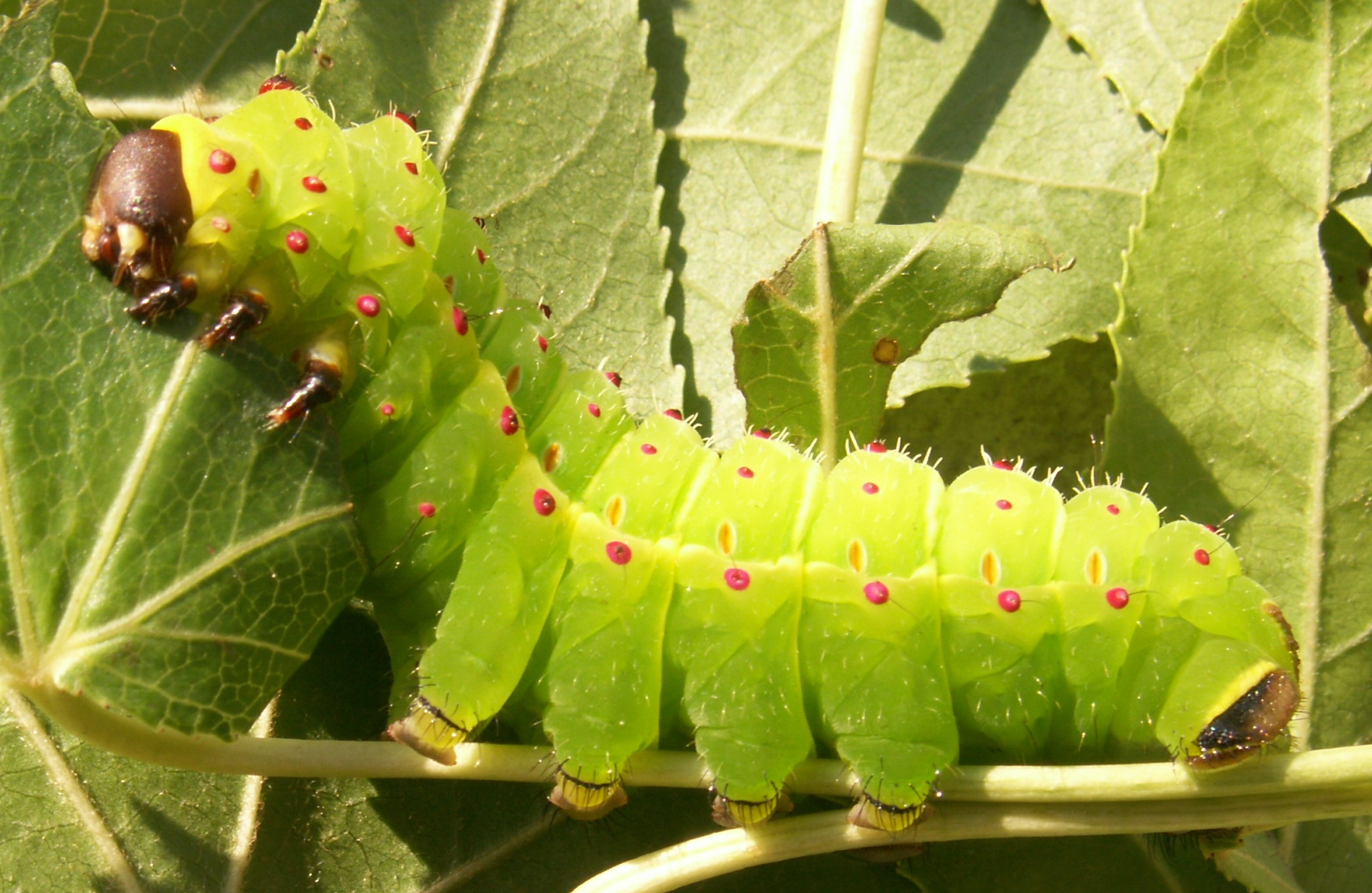
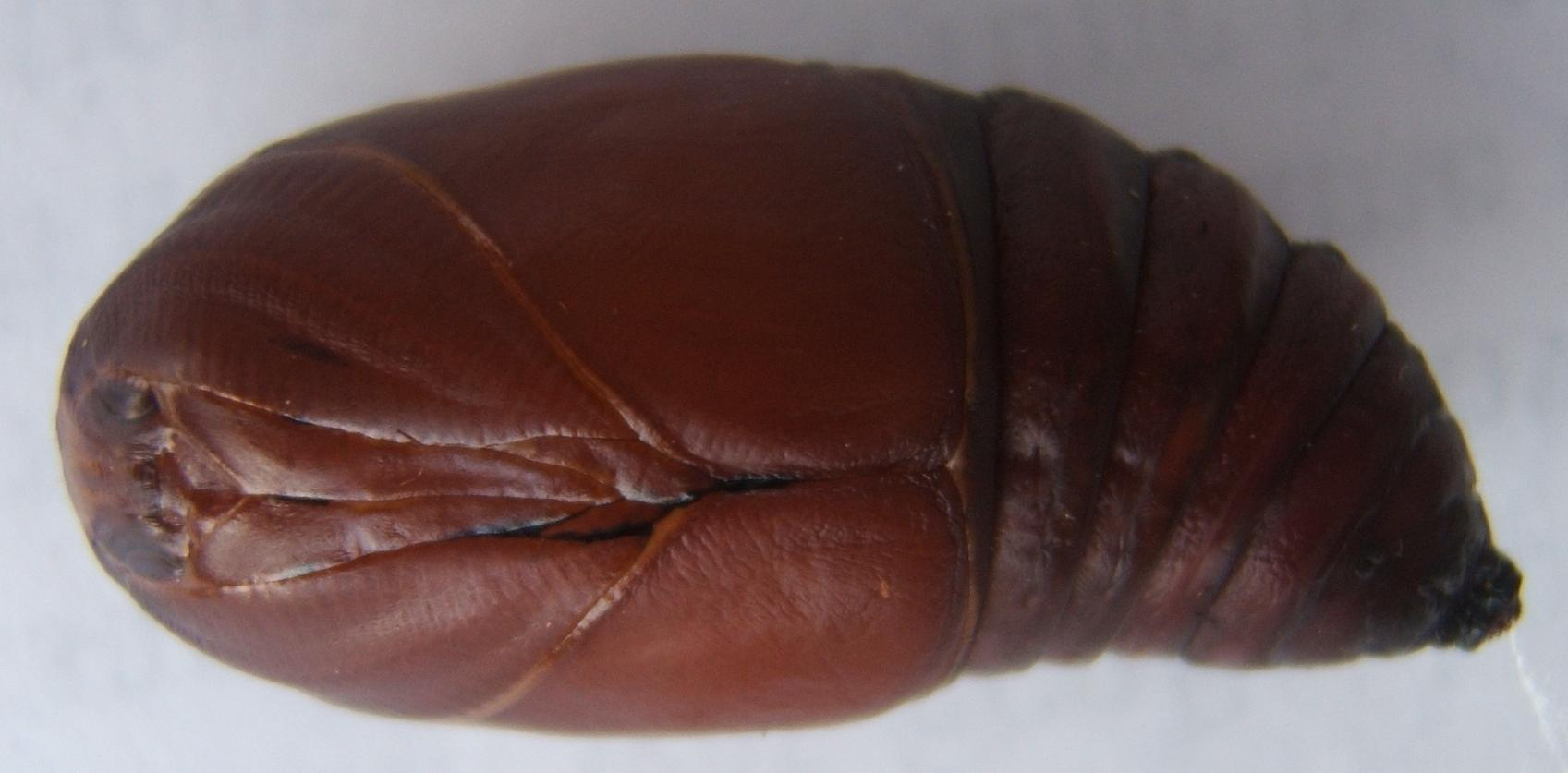
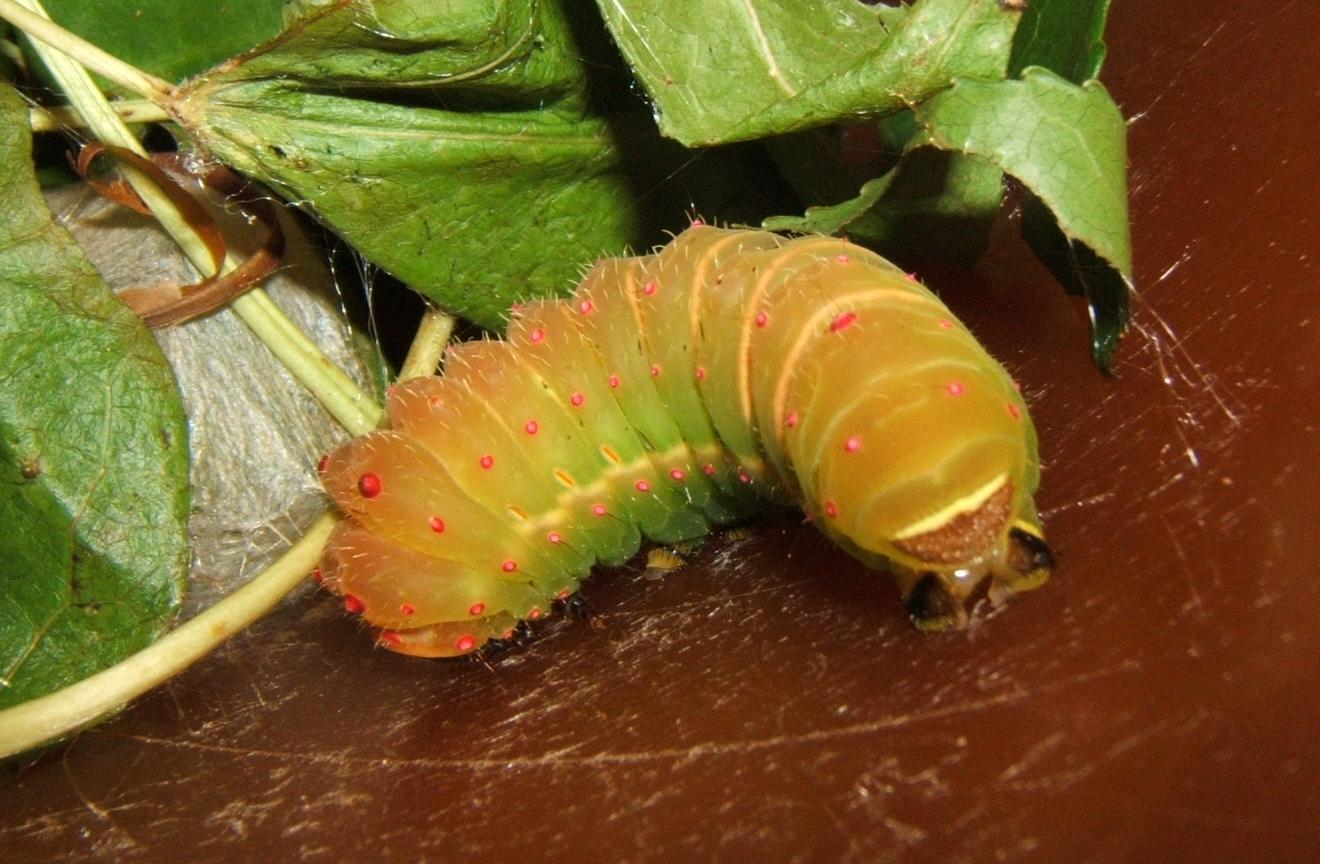
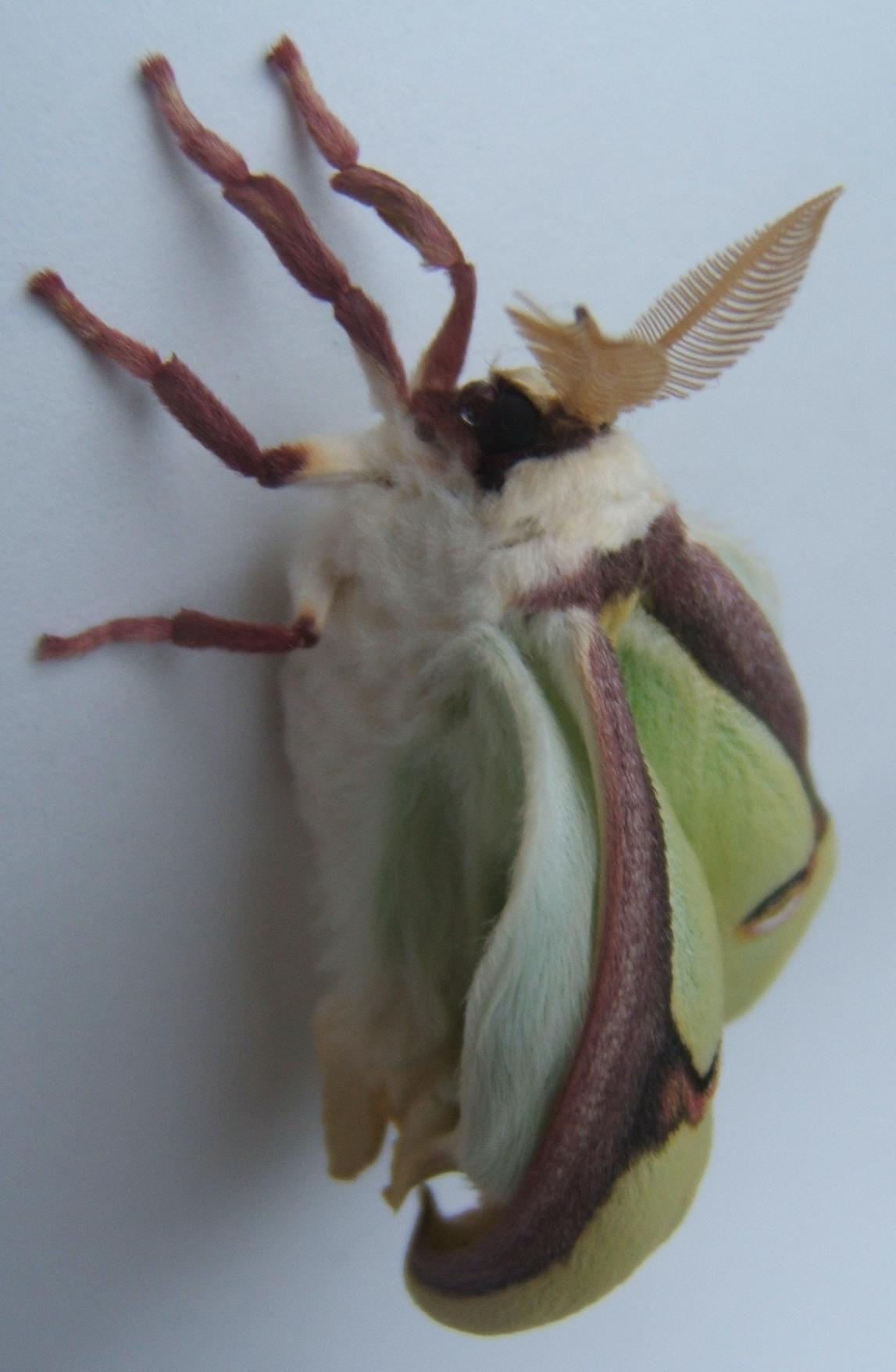
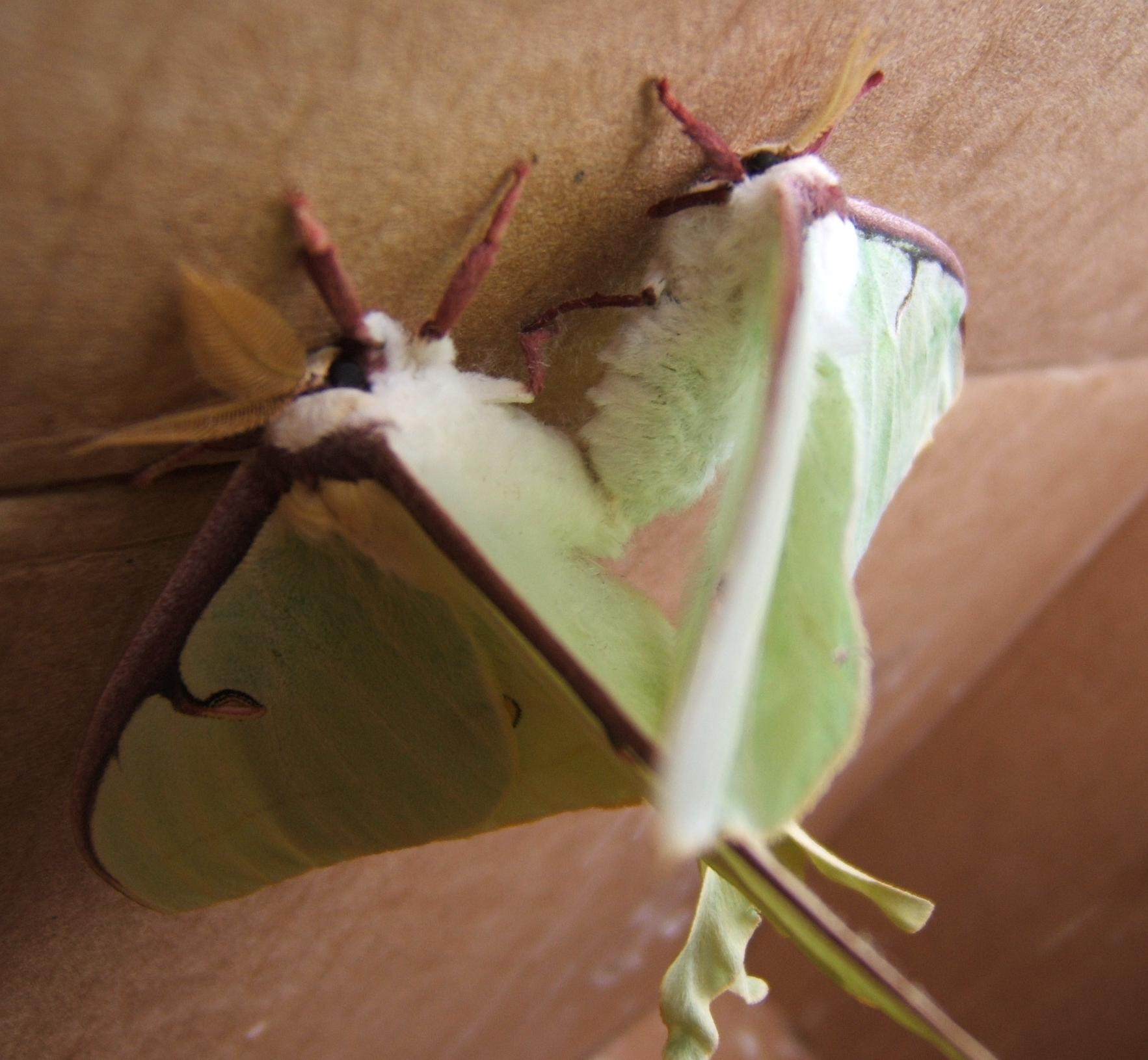